# Boucaut
Der Boucaut war ein französisches Volumen- und Gewichtsmaß auf  Martinique. Als Handelsgewicht richtete sich das Maß nach der Gewichtmark.
- 1 Boucaut = 10 Quintaux = 1000 Pfennig Markgewicht/Poids de mare

Als Volumenmaß war er für Flüssigkeiten bestimmt.
- 1 Boucaut = 397,447 Liter (105 Gallons)
- Rum 1 Boucaut = 431,514 Liter (114 Gallons)